# Dario Fo
Dario Fo (Leggiuno-Sangiano, 24. ožujka 1926. – Milano, 13. listopada 2016.), talijanski dramski pisac, scenograf, redatelj i glumac, dobitnik Nobelove nagrade za književnost 1997. Autor je više od 80 predstava, od kojih su najpoznatije političke satire Nećemo platiti! Nećemo platiti! i Slučajna smrt jednog anarhista.

## Život i djelovanje
Rođen u pokrajini Lombardiji na sjeveru Italije, u djetinjstvu je uz oca (glumca amatera) i djeda (poljoprivrednika) upijao narodne priče i satiričke anegdote. Kao student bježi iz Mussolinijeve vojske.
U Milanu se javlja kao radijski komičar i kabaretist, izvodeći u prvoj polovici 1950-ih vlastita autorska djela (Prst u oko, Zdravi za ludnicu). Godine 1954. ženi se glumicom i aktivisticom Francom Rame, s kojom je u braku do njene smrti 2013. Od 1958. zajedno priređuju političke satire. Šezdesetih stječu široku popularnost komičnim skečevima u televizijskoj emisiji Canzonissima.
Krajem šezdesetih Fo odlazi iz kazališnih institucija i sa suprugom pokreće grupu pučkog teatra, sedamdesetih godina osniva kazališnu komunu u kojoj provodi projekt agitacijskog teatra, a osamdesetih i devedesetih je umjereniji, posvećen liberalnim idejama.
Prvak političke satire, farse i subverzivnog humora. Progovara iz nekonformističke pozicije, kritizira politički i crkveni establišment, i često je u srazu s vlastima, policijom, cenzorima i medijima. Njegova djela karakterizira "apsurdna mješavina lokalnih dijalekata, latinskih fraza i književnih citata, isporučenih u kombinaciji smijeha i ozbiljnosti".
Izvršio je velik utjecaj na talijansku umjetnost, kazalište i televiziju druge polovice 20. stoljeća, i bio prvi kazališni djelatnik kojem je dodijeljena Nobelova nagrada za književnost.
Satira "Sedma: Kradi malo manje" je igrala u zagrebačkoj Komediji.

## Djela (izbor)
- Prst u oko (Il dito nell'occhio), 1953.
- Zdravi za ludnicu (I sani da legare), 1954.
- Lopovi, lutke i gole žene (Ladri, manichini e donne nude), 1957.
- Arkanđeli ne igraju na fliperu (Gli arcangeli non giocano a flipper), 1959.
- Sedma: Kradi malo manje (Settimo: ruba un po’ meno), 1964.
- Izabela, tri karavele i mlatimuda (Isabella, tre caravelle e un cacciaballe), 1963.
- Mislim i pjevam (Ci ragiono e canto), 1966.
- Gospođa je za baciti (La signora è da buttare), 1967.
- Velika pantomima (Grande pantomima), 1968.
- Smiješni misterij (Mistero buffo), 1969.
- Slučajna smrt jednog anarhista (Morte accidentale di un anarchico), 1970.
- Bum, bum! Tko je? Policija! (Pum, pum! Chi è? La polizia!), 1972.
- Nećemo platiti! Nećemo platiti! (Non si paga!, Non si paga!), 1974.
- Trublje i maline (Clacson, trombette e pernacchi), 1981.
- Papa i vještica (Il Papa e la strega), 1989.
- John Padan i otkriće Amerika (Johan Padan a la descoverta de le Americhe), 1991.
- Vrag sa sisama (Il diavolo con le zinne), 1997.

## Nagrade
- Nagrada "Sonning" Sveučilišta u Kopenhagenu, 1981.
- Premio Eduardo Award, 1985.
- Kazališna nagrada "Obie", sa suprugom Francom Rame, New York, 1987.[6]
- Agro Dolce Prize, 1987.
- Nobelova nagrada za književnost, 1997.

## Vanjske poveznice
- Dario Fo na Nobelprize.org  Arhivirana inačica izvorne stranice od 15. kolovoza 2006. (Wayback Machine)